# Elke Blumenthal
Pour les articles homonymes, voir Blumenthal.
Elke Blumenthal, née le 25 janvier 1938 à Greifswald et morte le 19 avril 2022 à Leipzig, est une égyptologue allemande.

## Biographie

### Famille
Elke Blumenthal est la fille de Hermann Blumenthal et de Lieselotte Blumenthal. Elle est mariée à Konrad von Rabenau.

### Études
Elke Blumenthal a étudié l'égyptologie et l'histoire de l'art à l'université de Leipzig. En 1961, elle obtient le diplôme avec le mémoire : « Les études sur la phraséologie de la monarchie égyptienne au Moyen Empire », et en 1976 la thèse : « Représentation et auto-présentation de la royauté égyptienne. Études sur la tradition écrite ».

### Fonctions
Elke Blumenthal est depuis 1961, d'abord comme assistante puis comme adjoint spécial et professeur d'université à l'institut d'égyptologie et au musée égyptien de l'université de Leipzig. Depuis 1970, elle dirige le musée et en 1986 elle est nommée professeur titulaire. Elke Blumenthal est membre correspondant de l'Institut archéologique allemand et de l'Académie bavaroise des sciences et siège au conseil consultatif du dictionnaire d'égyptologie.

### Décoration
Elle est titulaire de l'Ordre du Mérite saxon.

## Publications
- Altägyptische Reiseerzählungen, Reclam, Leipzig 1982
- Ein Leipziger Grabdenkmal im ägyptischen Stil und die Anfänge der Ägyptologie in Deutschland, Ägyptisches Museum, Leipzig 1999 (Kleine Schriften des Ägyptischen Museums der Universität Leipzig, Bd. 4)  (ISBN 3-934178-01-4)
- Kuhgöttin und Gottkönig. Frömmigkeit und Staatstreue auf der Stele Leipzig Ägyptisches Museum 5141, Ägyptisches Museum, Leipzig 2001 (Siegfried-Morenz-Gedächtnis-Vorlesung, Bd. 11)  (ISBN 3-934178-15-4)
- Skarabäen in Leipzig, Ägyptisches Museum, Leipzig 2005 (Kleine Schriften des Ägyptischen Museums der Universität Leipzig, Bd. 7)  (ISBN 3-934178-45-6)